# 그리스도의 선재
그리스도의 선재(先在; pre-existence) 교리는 그의 성육신 이전에 그리스도의 존재론적 또는 인격적 존재를 주장한다. 관련 성서 구절 중 하나는 요한 복음 1 장1~18이다. 삼위 일체 해석에서 그리스도는 로고스 혹은 말씀이라고 불리는 선재적 신성을 가진 위격으로 동일시 되었다. 이 교리는 요한 복음 17장 5 절에서도 예수님이 이별 담화 중에 "세상이 있기 전에"아버지와 함께했던 영광을 언급 할 때 반복된다. [1] 요한 복음 17 장 24 절은 또한 "세상의 기초가 놓이기 전에" 성부 하나님이 성자 예수 그리스도를 사랑하였다는고 기록한다.
이 개념은 기독론(Christology)의 핵심이다. 고대 그리스 철학안에 나타는 혼의 선재설과 구별된다. 그리스도의 선재설이 케노시스(헬라어 kenosis 겸허)의 개념과 그리스도의 성육신(incarnation)의 교의와도 관련된다. 삼위일체설에 있어서는 그리스도의 선재가 그리스도의 영원성과 신성의 핵심이다.

## 같이 보기
- 기독론 (조직신학)
- 예수
- 그리스도